# Рыченков, Андрей Сергеевич
Андрей Сергеевич Рыченков (24 августа 1993 года, Брянск, Россия) — российский футболист.

## Биография
Воспитанник брянского футбола. Во втором российском дивизионе выступал за родное «Динамо» и смоленский «Днепр». Весной 2019 года Рыченков через знакомого вышел на представителей монгольского клуба «Хангарьд». Вскоре он подписал с ним контракт. Уже в третьем матче за команду в чемпионате отметился хет-триком в ворота «Хаан хунса» (5:5). По итогам сезона Рыченков вместе с другим соотечественником Павлом Захаровым помог «Хангарьду» стать бронзовым призёром чемпионата страны. В семи матчах он забил десять голов.

## Достижения
- Бронзовый призёр Чемпионата Монголии: 2019